# Пенадомо
Пенадомо (итал. Pennadomo) је насеље у Италији у округу Кјети, региону Абруцо.
Према процени из 2011. у насељу је живело 263 становника. Насеље се налази на надморској висини од 448 м.

## Становништво
Према резултатима пописа становништва 2011. у општини је живело 311 становника.
| 1931. | 1936. | 1951. | 1961. | 1971. | 1981. | 1991. | 2001. | 2011. |
| ----- | ----- | ----- | ----- | ----- | ----- | ----- | ----- | ----- |
| 1.224 | 1.161 | 1.100 | 846   | 539   | 474   | 415   | 358   | 311   |